# Guido Farnese

Stemma Farnese

Guido (Guitto, Guittone) Farnese (... – 1328) è stato un vescovo cattolico italiano.

## Biografia
Era figlio di Pepone e fratello del condottiero Ranuccio (?-1288).
Proveniente da famiglia da sempre vicina al papato, venne nominato da papa Bonifacio VIII vescovo di Orvieto il 31 gennaio 1302 per tutelare gli interessi della Chiesa nella città. È ricordato come buon amministratore nel tutelare gli interessi della Chiesa anche su territori ad essa usurpati. Fece edificare ad Orvieto  la chiesa del Carmine, la chiesa di San Bernardo e la chiesa di San Pietro. Visse le vicende politiche che interessarono la città: dalle guerre sanguinose tra guelfi (Monaldeschi) e ghibellini (Filippeschi) nel 1313 fino all'insediamento della signoria dei Monaldeschi. Agli inizi del 1323 inviò al papa Giovanni XXII  una lettera di dimissioni dall'incarico, adducendo calunnie a suo carico. Morì nel 1328.
Ebbe un figlio naturale, Nino.

## Genealogia episcopale
La genealogia episcopale è:
- Cardinale Matteo d'Acquasparta, O.F.M.
- Vescovo Guido Farnese